# Сазерленд, Маргарет
Маргарет Сазерленд (англ. Margaret Ada Sutherland; 20 ноября 1897, Аделаида — 12 августа 1984, Мельбурн) — австралийский композитор.
Училась в Мельбурне у Эдварда Голля (фортепиано) и Фрица Харта (композиция), затем в 1923—1925 гг. в Лондоне у Арнольда Бакса. Вернувшись в Австралию, вела обширную работу в области организации музыкальной и культурной жизни, состояла в Австралийском комитете содействия ЮНЕСКО и других организациях.
Сазерленд написала одноактную оперу «Молодая бабушка» (англ. The Young Kabbarli; 1964) из жизни гражданской активистки, защитницы австралийских аборигенов Дейзи Бейтс, скрипичный концерт, ряд сочинений для камерного оркестра (в том числе Concerto grosso, 1958), симфоническую поэму «Призрачные холмы» (англ. Haunted Hills; 1953) и др.
После тяжёлого инсульта в 1969 году отошла от активных занятий композицией.
Почётный доктор музыки Мельбурнского университета (1969), офицер Ордена Британской империи (1970) и Ордена Австралии (1981).